# Vasikkasaari (ö i Finland, Södra Savolax, S:t Michel, lat 61,57, long 26,78)
Vasikkasaari är en ö i Finland. Den ligger i sjön Saarva och i kommunen Mäntyharju i den ekonomiska regionen  S:t Michel och landskapet Södra Savolax, i den södra delen av landet, 180 km nordost om huvudstaden Helsingfors. Öns area är 0,4 hektar och dess största längd är 130 meter i nord-sydlig riktning.